# فوکسفیلد (کلرادو)
فوکسفیلد (به انگلیسی: Foxfield) شهری در ایالت کلرادو کشور ایالات متحده آمریکا است که جمعیت آن در سرشماری سال ۲۰۱۰ میلادی، ۶۸۵ نفر بوده‌است.